# エッシェンブルク
エッシェンブルク (ドイツ語: Eschenburg, ドイツ語発音: [ˈɛʃ̩nbʊrk]) は、ドイツ連邦共和国ヘッセン州ギーセン行政管区のラーン＝ディル郡に属す町村（以下、本項では便宜上「町」と記述する）である。

## 地理

### 位置
エッシェンブルクのいくつかの市区はディーツヘルツェ川沿い、およびその横谷に位置しており、西はロタール山地の支脈、東はグラーデンバッハ山地に囲まれている。ヒンツェンハイン地区だけは、高さ約530mのグラーデンバッハ山地のボッテンホルナー高地に位置している。
この町の最低地点は270mのディーツヘルツアウエ、最高地点は609mのアンゲルブルクである。
エッシェンブルクはラーン＝ディル郡北部の町であり、ディレンブルクの北東約10kmに位置する。

### 隣接する市町村
エッシェンブルクは、北はディーツヘルツタール（ラーン＝ディル郡）およびブライデンバッハ、東はシュテッフェンベルクおよびアンゲルブルク（以上3町村はマールブルク＝ビーデンコプフ郡）、南はジークバッハ、南西はディレンブルク、西はハイガー（以上いずれもラーン＝ディル郡）と境を接する。

### 自治体の構成
エッシェンブルクには、アイベルスハウゼン（行政機関の所在地）、アイアースハウゼン、ロート、ジンマースバッハ、ヴィッセンバッハ、ヒルツェンハインの各地区がある。
町域の 43.8 % にあたる約 2000 ヘクタールが森に覆われており、このうち 985 ヘクタールが町有林、残りが州有林である。

## 歴史
この町域における定住は、出土品に基づきケルト時代に遡ることが証明されている。最初の文献記録は13世紀に遺されている。古くからすでに、様々な場所で銀、ニッケル、銅、鉄といった鉱石やスレート、輝緑岩が採掘されていた。これは、精錬所や鍛造工場といった産業部門の設立を促した。比較的新しい時代では、考古学発掘によりヴィッセンバッハ地区で中世の森の鍛冶屋の基礎が発見され、ヴェスターヴァルト＝ラーン＝タウヌス国定ジオパークの一部となっている。
ヒルツェンハイン地区では、教師のエミール・シェーファーが1923年に航空クラブを設立し、飛行場を設けた。自作飛行機での初飛行は失敗に終わった。1928年に飛行のパイオニア、マックス・ケーゲルが1時間を超える飛行に成功した。1932年、初めての公式な飛行コンテストが開催された。この飛行コンテストは1945年に廃止されたが、早くも1951年には第1回ドイツ・グライダー滑空大会として復活した。1962年にヒルツェンハイン飛行場は現在の場所に移転した。

### 町村合併
この町は、1971年10月1日にアイベルスハウゼン、アイアースハウゼン、ヴィッセンバッハが自主的に合併して成立した。
ディレンブルクの北東 7 km に位置する高さ 589 m のエッシェンブルク山が、この新しい町の名前の由来となった。
1974年7月1日にヒルツェンハインと当時ビーデンコプフ郡に属していたジンマースバッハとロートがこの町に編入された。
アイベルスハウゼンはこの町最大の集落である。この集落はディーツヘルツタール中流域の中心的機能を負っており、行政機能が存在するほか、エッシェンブルクとディーツヘルツタールの10集落のための本課程・実科学校（ギムナジウム課程を含む）の所在地でもある。

### 人口推移
1961年以降の人口推移は以下の通りである。
| 地区                           | 1961年6月 | 1970年5月 | 1974年12月 | 1980年12月 | 1990年12月 | 2000年12月 | 2010年12月 | 2012年12月 | 2016年12月 |
| ------------------------------ | --------- | --------- | ---------- | ---------- | ---------- | ---------- | ---------- | ---------- | ---------- |
| アイベルスハウゼン             | 2,676     | 3,193     | 3,548      | 3,450      | 3,754      | 4,073      | 3,967      | 3,907      | 3,983      |
| アイアースハウゼン             | 756       | 780       | 792        | 875        | 936        | 1016       | 962        | 945        | 975        |
| ヒルツェンハイン・オルト       | 1,666     | 1,906     | 1,455      | 1,447      | 1,552      | 1,520      | 1,441      | 1,402      | 1,328      |
| ヒルツェンハイン・バーンホーフ | -         | -         | 628        | 678        | 719        | 762        | 690        | 681        | 708        |
| ロート                         | 447       | 482       | 504        | 499        | 530        | 588        | 582        | 562        | 599        |
| ジンマースバッハ               | 964       | 1,070     | 1,075      | 1,153      | 1,172      | 1,399      | 1,375      | 1,352      | 1,328      |
| ヴィッセンバッハ               | 1,384     | 1,521     | 1,596      | 1,676      | 1,883      | 1,892      | 1,938      | 1,840      | 1,903      |
| エッシャンバッハ全体           | 7,893     | 8,952     | 9,598      | 9,778      | 10,546     | 11,250     | 10,955     | 10,689     | 10,779     |

## 行政

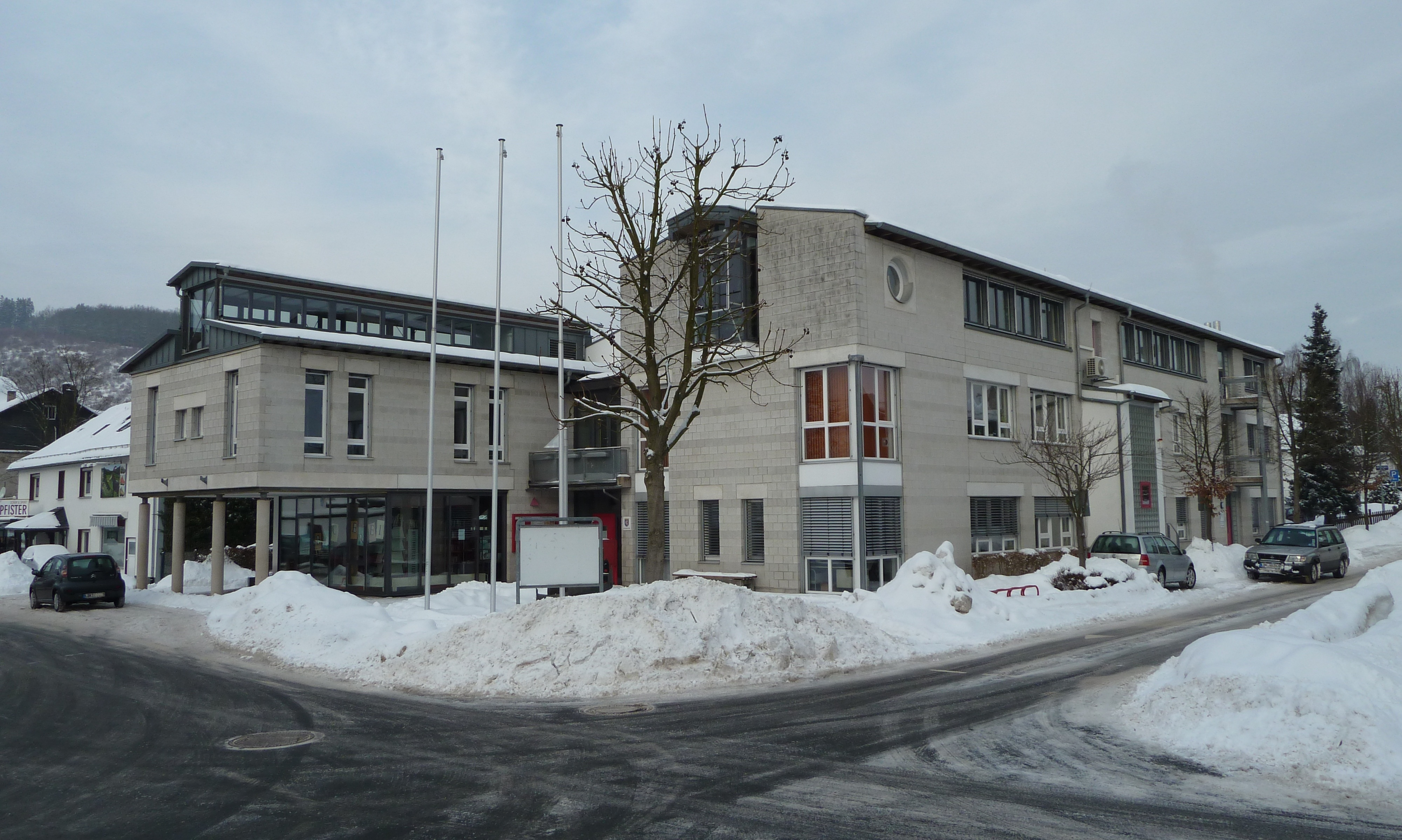
エッシェンブルク町役場

### 議会
エッシェンブルクの町議会は 31議席からなる。

### 首長
首長は、ヘッセン州の地方自治体法によれば、首長の他エッシェンブルクの場合には7人の名誉職によって構成される自治体指導部の長である。この町の町長は2005年1月1日から無所蔵のゲッツ・コンラートが務めている。その前任者は以下の通り:
- 1972年から1992年　オット・フリードリヒ・シュレムパー (CDU)
- 1993年から2004年　ヴァルター・ヤンク (CDU)

### 姉妹自治体
- アルテンフェルト（ドイツ語版、英語版）（ドイツ、テューリンゲン州）

## 文化と見所

### 博物館
アイベルスハウゼンに郷土博物館があり、文化サークル・エッシェンブルク＝ディーツヘルツタールが展覧会や文化プログラムを提供している。

### 見所
ヒルツェンハインは750年以上の歴史を持つ集落である。世界で2番目に古い航空クラブがここで設立された。
ジンマースバッハ地区のフィリップスブーヒェ（ブナの木）は、スペイン＝ドイツに5年間にわたって捕虜となっていたヘッセン方伯フィリップが1552年9月10日に帰還したことを記念したものである。

### スポーツ施設、レジャー施設
エッシェンブルクには多くのスポーツクラブがあり、サッカー、ハンドボールから陸上競技や体操などまで、ほぼすべての競技を楽しむことができる。
グリル広場やレジャー施設は各地区に存在する。森の学習路、遊歩道、鳥類保護・景観保護区がハイキングに好適である。

## 経済と社会資本

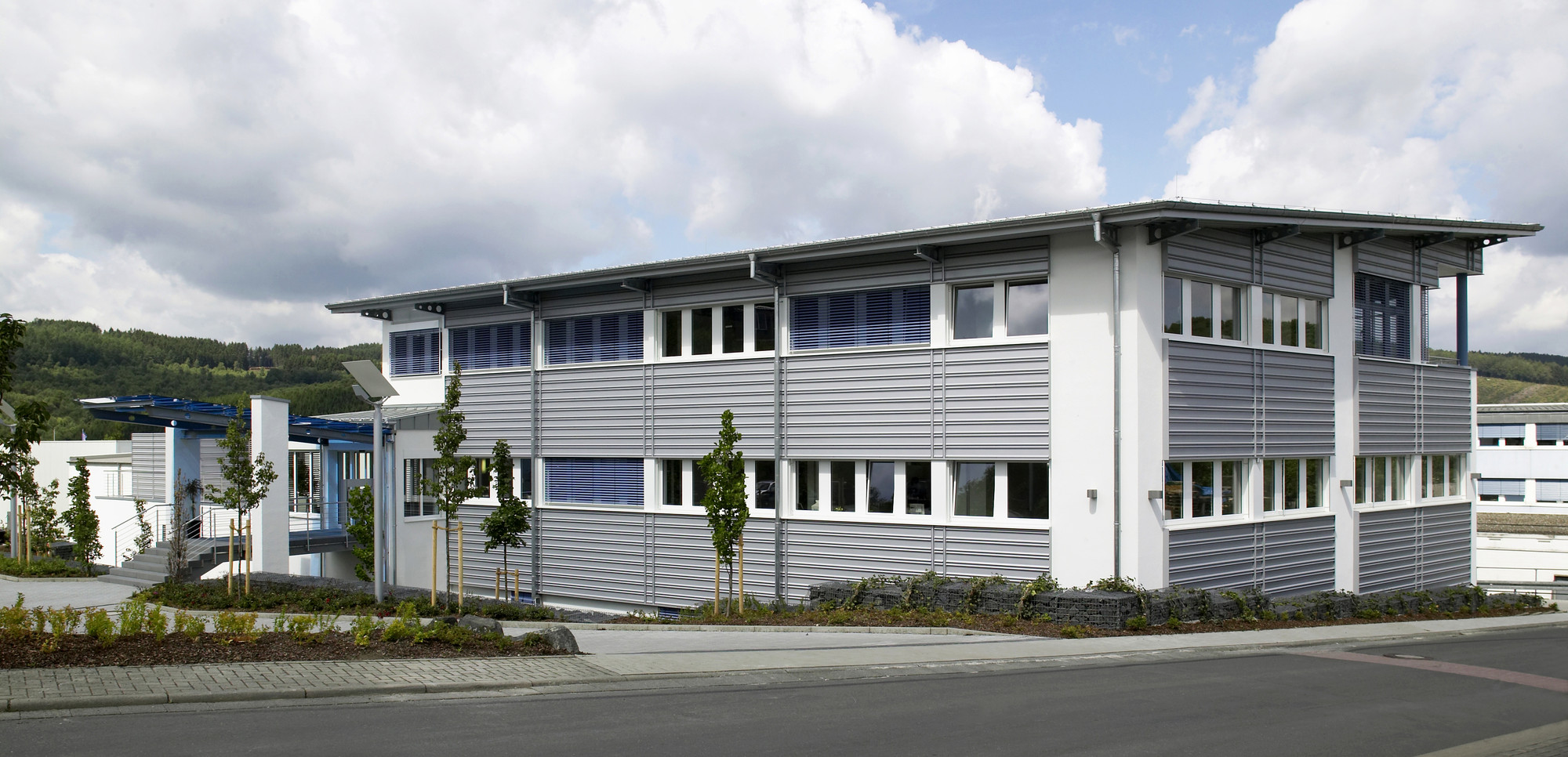
ケッテンバッハ本社

### 地元企業
エッシェンブルクの大きな会社は以下のものがある:
- ボッシュ・サーモテクニーク GmbH、アイベルスハウゼン工場
- リッタル RGS グロースシャルトシュレンケ GmbH、ヴィッセンバッハ工場
- ケッテンバッハ・メディカル・デンタル GmbH、アイベルスハウゼン
- ギーベラー合成樹脂技術、ヴィッセンバッハ
- IVG 工業包装、ヴィッセンバッハ
- フリッツ WEG GmbH テクニシャー・グロースハンデル、ヴィッセンバッハ
- ライヒ GmbH 装備、ヴィッセンバッハ
- ヴェスターヴァルト・ビオ GmbH、ロート

### 公共機関
- 各地区の消防団
- 屋内プール「フライツァイトバート・パノラマブリック」
- アイベルスハウゼン地区の青年センター
- 救護所（エッシェンブルク救護サービス GmbH）

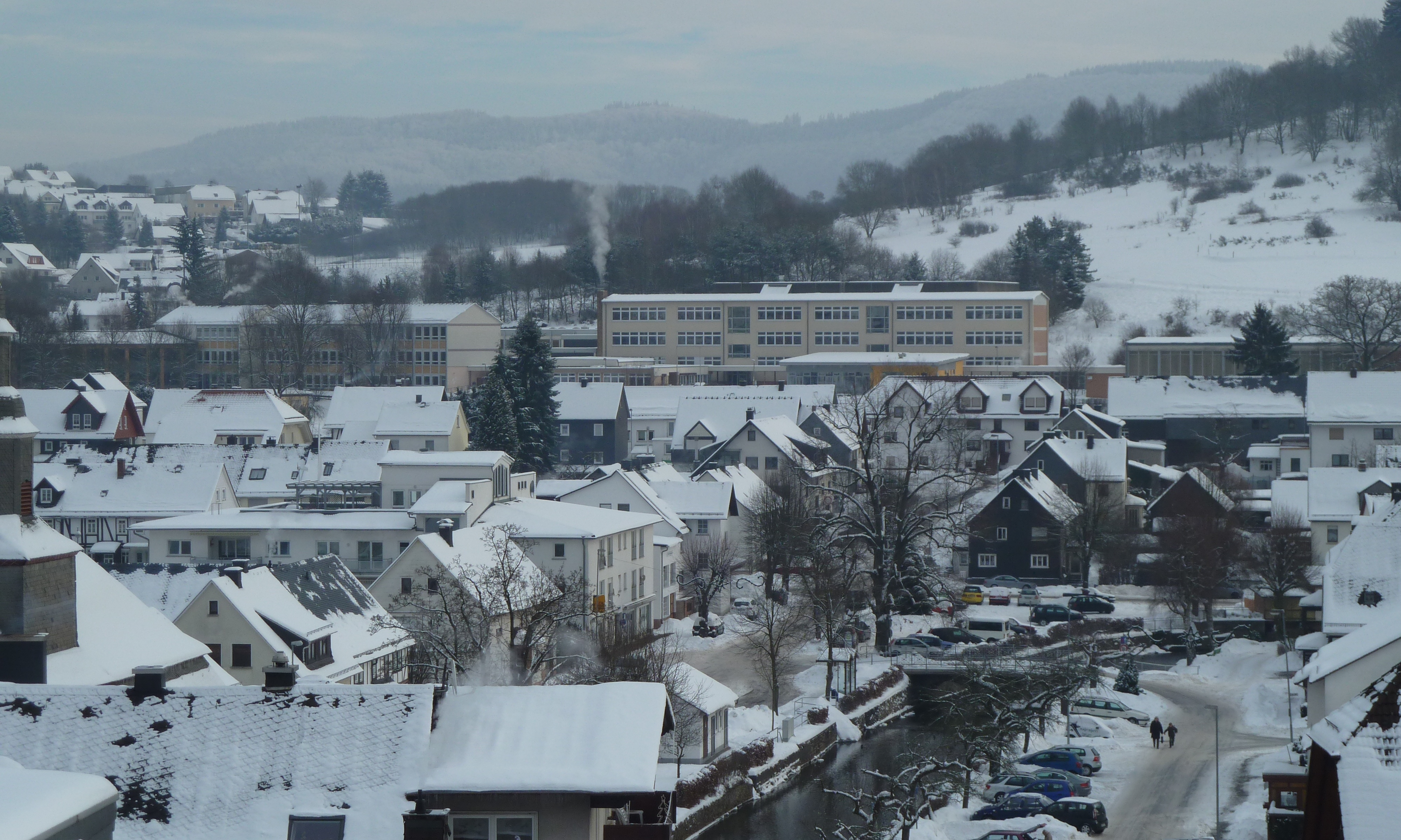
ホルダーベルクシューレ

- 各地区の幼稚園
- 町立図書館
- 各地区の公民館
- ヴィッセンバッハの多目的ホール

### 教育
- アイベルスハウゼン、ヴィッセンバッハ、ヒルツェンハイン、ジンマースバッハ、アイアースハウゼンの基礎課程学校
- アイベルスハウゼンのホルダーベルクシューレ（本課程学校、実科学校、ギムナジウム）[8]